# Hydrangea davidii
Hydrangea davidii là một loài thực vật có hoa trong họ Tú cầu. Loài này được Franch. mô tả khoa học đầu tiên năm 1885.